# Église Saint-Vincent de Coltines
Pour les articles homonymes, voir église Saint-Vincent.
L'église Saint-Vincent est une église située en France sur la commune de Coltines (Cantal), en région Auvergne-Rhône-Alpes.

## Historique
Édifice roman auvergnat datant du XIe siècle, agrémenté de deux chapelles ajoutées au XVe siècle.

### Protection
L'église est inscrite au titre des monuments historiques par arrêté du 13 janvier 2017.

## Description
L’église comprend une nef, un transept voûté par une coupole rectangulaire sur trompes, et une abside en cul-de-four, de forme pentagonale à l’extérieur. Deux chapelles flanquent la nef.
Le maître-autel, le tabernacle, le retable ainsi que le groupe sculpté représentant Judith et Holopherne sont répertoriés dans la base Palissy.